# Lyne Charlebois
Lyne Charlebois est une réalisatrice de cinéma et de télévision canadienne, surtout connue pour son film Borderline (2008).

## Biographie
Charlebois fait sa première incursion dans le milieu du cinéma lorsqu'elle est engagée comme technicienne de chambre noire par Gilles Carle lors du tournage de Maria Chapdelaine en 1982. Alors commence sa carrière en tant que photographe de plateau. Elle obtient l'un de ses premiers emplois dans l'industrie cinématographique en réalisant des photos promotionnelles pour le film Un zoo la nuit de Jean-Claude Lauzon en 1987.  Elle devient ensuite réalisatrice de vidéoclips pour des artistes tels que Ginette Reno, Daniel Bélanger et Laurence Jalbert.
Elle travaille ensuite à la télévision, réalisant des épisodes de Bliss, Tabou, Nos étés et Sophie. Elle réalise également les courts métrages Quel jour était-ce ? en 2001 et Nous sommes tous les jours en 2006.
Elle collabore avec Marie-Sissi Labrèche sur le scénario de Borderline et réalise le film.
En 2023, elle réalise le film Dis-moi pourquoi ces choses sont si belles qui est diffusé en première mondiale au Festival du cinéma international en Abitibi-Témiscamingue. Le film raconte l’histoire d’amour entre le frère Marie-Victorin et sa jeune assistante Marcelle Gauvreau,. 
En 1991, Lyne Charlebois remporte le prix Félix de la meilleure vidéo pour Je sais, je sais de Marjo. 
Elle est également nommée à trois reprises aux prix Juno dans la catégorie meilleure vidéo musicale pour Spirit of the West de Political (1992), Bohemia de Mae Moore (1993) et Tunnel of Trees de Gogh Van Go (1995). Elle remporte le prix en 1995.
Aux 29e Genie Awards en 2009, Charlebois et Labrèche remportent le prix Génie du meilleur scénario adapté. Charlebois est également nommée pour le prix Génie de la meilleure réalisation. Elle remporte le prix Jutra 2009 pour meilleure réalisatrice.

## Vie privée
Elle est la cousine de Robert Charlebois avec qui elle entretient des liens très serrés.

## Filmographie

### Courts et moyens métrages (sélection)
- 2002 : Quel jour était-ce ?
- 2006 : Nous sommes tous les jours

### Longs métrages
- 2008 : Borderline
- 2023 : Dis-moi pourquoi ces choses sont si belles

### Séries télévisées (sélection)
- 2002-2003 : Tabou
- 2010-2015 : Toute la vérité
- 2019 : Eaux turbulentes

### Vidéoclips (sélection)
- 1991 : Marjo, Je sais, je sais
- 1991 : Laurence Jalbert, Tomber
- 1992 : Daniel Bélanger, Opium
- 1992: Céline Dion, Nothing Broken But My Heart
- 1995 : 
  - Gogh Van Go, Tunnel of Trees
  - Marjo, Bohémienne
- 1997 : Daniel Bélanger, Les temps fous

## Distinctions (sélection)
- 1990 : Prix Félix du vidéoclip de l'année pour Tomber de Laurence Jalbert
- 1991 : Prix Félix du vidéoclip de l'année pour Je sais, je sais, de Marjo
- 1992 : Prix Félix du vidéoclip de l'année pour Opium de Daniel Bélanger
- 1995 : Prix Juno du vidéoclip de l'année pour Tunnel of Trees de Gogh Van Go
- 2008 : Mention spéciale du jury pour le meilleur premier long métrage canadien au Festival international du film de Toronto (TIFF) pour Borderline
- 2009 : Prix Génie du meilleur scénario et adaptation pour Borderline
- 2009 : Prix Jutra de la meilleure réalisation pour Borderline
- 2009 : Prix de la meilleure photographie du Brooklyn Film Festival pour Borderline
- 2023 : Grand Prix Hydro-Québec décerné par le public au Festival du cinéma international en Abitibi-Témiscamingue pour Dis-moi pourquoi ces choses sont si belles[3].